# 1972年地方政府法案
1972年地方政府法案（英語：Local Government Act 1972）是英國政府在1972年通過的一項改革英格蘭和威爾斯地方政府的法案。法案引進了都會郡以及非都會郡，並且大幅降低了郡議會的數量。此法案由愛德華·希思領導的保守黨政府推動。法案於1972年10月26日通過，1974年4月1日正式生效。

## 英格蘭
在1972年地方政府法案下，英格蘭的部分地方政府進行了重組：
- 莫爾文郡（Malvernshire）改組為赫里福德和伍斯特郡（英语：Hereford and Worcester）
- 蒂塞德（英语：Teesside）改組為克里夫蘭郡（Cleveland）
- 泰恩賽德改組為泰恩-威爾郡
- 將錫厄姆從泰恩-威爾郡分出，併入達勒姆郡
- 將科尔切斯特從薩福克郡分出，併入埃塞克斯郡
- 將紐馬基特與哈福希爾從劍橋郡分出，併入薩福克郡
- 懷特島郡與漢普郡保持分離
- 薩福克郡的洛辛蘭區北部併入諾福克郡

## 威爾斯

1974年成立的威爾斯名譽郡

1972年地方政府法案將威爾斯的行政區重組為八個名譽郡：
- 克盧伊德郡（Clwyd）
- 達費德郡（Dyfed）
- 格溫特郡（Gwent）
- 圭內斯（Gwynedd）
- 中格拉摩根郡（Mid Glamorgan）
- 波伊斯（Powys）
- 南格拉摩根郡（South Glamorgan）
- 西格拉摩根郡（West Glamorgan）

威爾斯的名譽郡在1996年被廢除，以22個主要地區取代。

## 都市郡與非都會郡
1972年地方政府法案成立了共6個都會郡以及39個非都會郡：

### 都會郡
- 大曼徹斯特郡（Greater Manchester）
- 默西賽德郡（Merseyside）
- 南約克郡（South Yorkshire）
- 泰恩-威爾郡（Tyne and Wear）
- 西米德蘭郡（West Midlands）
- 西約克郡（West Yorkshire）

### 非都會郡
- 雅芳郡（Avon）（1996年廢除）
- 貝德福德郡（Bedfordshire）
- 白金漢郡（Buckinghamshire）
- 劍橋郡（Cambridgeshire）
- 柴郡（Cheshire）
- 克里夫蘭郡（Cleveland）（1996年廢除）
- 康沃爾郡（Cornwall）
- 坎布里亞郡（Cumbria）
- 德比郡（Derbyshire）
- 德文郡（Devon）
- 多塞特郡（Dorset）
- 達勒姆郡（Durham）
- 東薩塞克斯郡（East Sussex）
- 埃塞克斯郡（Essex）
- 格洛斯特郡（Gloucestershire）
- 漢普郡（Hampshire）
- 赫里福德和伍斯特郡（英语：Hereford and Worcester）（1998年廢除）
- 赫特福德郡（Hertfordshire）
- 亨伯賽德郡（Humberside）（1996年廢除）
- 懷特島郡（Isle of Wight）
- 肯特郡（Kent）
- 蘭開夏（Lancashire）
- 萊斯特郡（Leicestershire）
- 林肯郡（Lincolnshire）
- 諾福克郡（Norfolk）
- 北約克郡（North Yorkshire）
- 北安普敦郡（Northamptonshire）
- 諾森伯蘭郡（Northumberland）
- 諾丁漢郡（Nottinghamshire）
- 牛津郡（Oxfordshire）
- 薩洛普郡（Salop）
- 薩默塞特郡（Somerset）
- 斯塔福德郡（Staffordshire）
- 薩福克郡（Suffolk）
- 薩里郡（Surrey）
- 華威郡（Warwickshire）
- 西薩塞克斯郡（West Sussex）
- 威爾特郡（Wiltshire）